# Merle géant
Turdus fuscater
Espèce
Statut de conservation UICN

 LC  : Préoccupation mineure
Le Merle géant (Turdus fuscater) est une espèce de passereaux appartenant à la famille des Turdidae.

## Habitat et répartition
Il vit dans les Andes du nord (du Venezuela à la Bolivie).
Son cadre naturel de vie est la forêt humide de montagne et les broussailles de haute altitude des zones subtropicales ou tropicales et des forêts anciennes fortement dégradées.

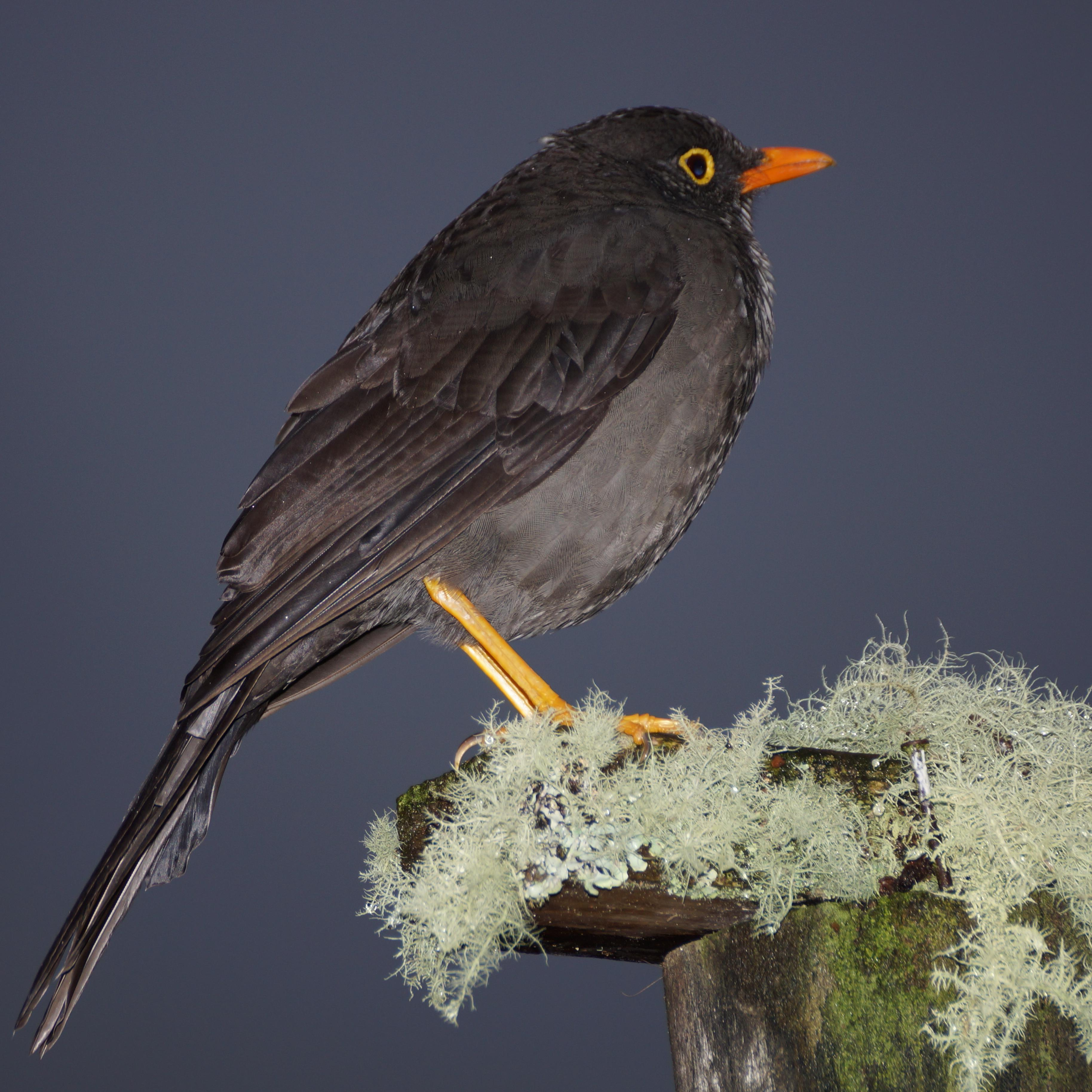
♂
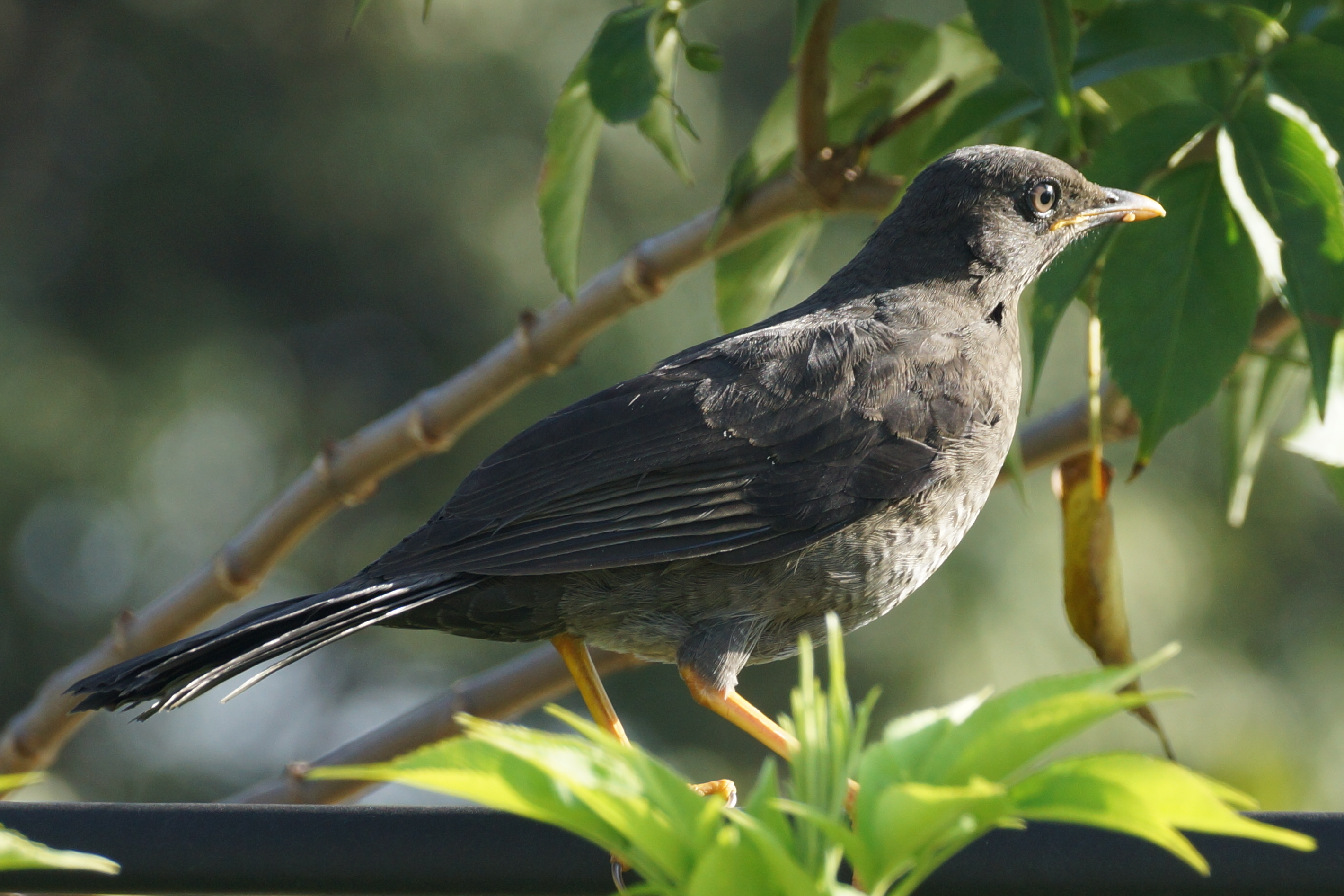
♀

## Sous-espèces
- Turdus fuscater fuscater
- Turdus fuscater opertaneus
- Turdus fuscater cacozelus
- Turdus fuscater clarus
- Turdus fuscater quindio
- Turdus fuscater gigantodes
- Turdus fuscater ockendeni
- Turdus fuscater gigas